# 트레이시 헛슨
트레이시 헛슨(Tracy Hutson)은 미국의 배우, 텔레비전 배우, 영화배우이다.
댈러스에서 태어났다.

## 영화
- 익스트림 메이커오버: 홈 에디션 (2003년) - 본인 역
- 레이티드 X (2000년)